# 答失八都鲁
答失八都鲁（?—1358年2月9日），散只兀氏，元末将领。

## 生平
答失八都鲁，曾祖纽璘、祖也速答兒。答失八都鲁是南加台的儿子。
答失八都鲁以世袭万户镇守罗罗宣尉司。当时土人作乱，答失八都鲁捕获有功，四川省推举他担任船桥万户。他出征雲南，升大理宣慰司都元帅。

### 与红巾军交战
至正十一年（1351年），特除四川行省参知政事，拨本部探马赤军三千，从平章咬住讨贼于荆襄。九月，到达安平站。此时咬住兵已经平定江陵，答失八都鲁请命自攻襄阳。
十二年，进兵驻扎于荆门。时敌军十万之众，元军止三千餘，遂用宋廷杰计，招募襄阳官吏及土豪避兵者，得民兵二万，编排部伍，申其约束。行至蛮河，贼守要害，兵不得渡，即令屈万户率奇兵由间道出其后，首尾夹攻，贼大败。追至襄阳城南，大战，生擒其红巾将三十人，腰斩之。贼自是闭门不复出。答失八都鲁乃相视形势，内列八翼，包络襄城；外置八营，军岘山、楚山，以截其援；自以中军四千据虎头山，以瞰城中。署从征人李复为南漳县尹，黎可举为宜城县尹，拊循其民，以赋军馈。城中之民受围日久，夜半，二人缒城叩营门，具告虚实，愿为内应。答失八都鲁与之定约，以五月朔日四更攻城，授之密号而去。至期，民垂绳以引官军，先登者近千人。时贼船百餘艘在城北，阴募善水者凿其底。天将明，城破，贼巷战不胜，走就船，船坏，皆溺水死。红巾将王权领千骑西走，遇伏兵被擒。平定了襄阳。加答失八都鲁资善大夫，赐上尊及黄金束带，以其弟识里木为襄阳达鲁花赤，子孛罗帖木兒为雲南行省理问。等到贼再犯荆门、安陆、沔阳，答失八都鲁立即引兵败之。不久元廷下诏增兵五千，以乌撒乌蒙元帅成都不花听其调发。
十三年，定青山、荆门诸寨。九月，率兵经略均、房，平谷城，攻开武当山寨数十，获红巾将杜将军。十二月，急攻峡州，破红巾将赵明远的木驴寨。升四川行省右丞，赐金系腰。
十四年正月，复峡州。三月，升四川行省平章政事，兼知行枢密院事，总领荆襄诸军。五月，命玉枢虎兒吐华代答失八都鲁守中兴、荆门，且令答失八都鲁以兵赴汝宁。十月，诏与太不花会军讨安丰。是月，复苗军所据郑、钧、许三州。十二月，复河阴、巩县。

### 与刘福通交战
十五年（1355年），命答失八都鲁就管领太不花一应诸王籓将兵马，许以便宜行事。六月，拜河南行省平章政事。进驻许州长葛，与刘福通野战，为其所败，将士奔溃。九月，至中牟，收散卒，集结在一起屯田备战。宋军复来劫营，掠其辎重，于是和孛罗帖木兒失去联系。刘哈剌不花进兵来援，大破宋军，得到孛罗帖木兒送归。复驻汴梁东南青堽。十二月，调兵进讨，大败宋军于太康，遂围亳州，宋主小明王韩林儿逃脱。
十六年，加金紫光禄大夫。三月，朝廷差脱欢知院来督兵，答失八都鲁父子亲与刘福通对敌，自巳至酉，大战数合，答失八都鲁坠马，孛罗帖木兒扶父亲上马先撤退，自己持弓矢连发击退追者，夜三更步行回到营中。十月，移驻陈留。十一月，攻取夹河刘福通寨。十二月庚申，驻在高柴店，逼太康三十里。是夜二鼓，宋军五百餘骑来劫，因元军有备，急忙撤退。元军点火把并追击，等到天亮，答失八都鲁督阵力战，自寅至巳，四门皆陷，壮士缘城入其郛，斩首数万，擒宋将军张敏、孙韩等九人，杀宋丞相王、罗二人。辛酉，太康全部平定，遣孛罗帖木兒告捷京师。帝在内殿赏赐慰劳，封他的三代先人为王，拜河南行省左丞相，仍兼知行枢密院事，守御汴梁；识里木雲南行省左丞；孛罗帖木兒四川行省左丞；将校僚属赏爵有差。
十七年（1357年）三月，元廷下诏答失八都鲁前往京师，加开府仪同三司、太尉、四川行省左丞相。九月，取沟城、东明、长垣三县。十月，诏遣知院达理麻失理来援，分兵雷泽、濮州，而达理麻失理为刘福通所杀，达达诸军皆溃。答失八都鲁力不能支，退驻石村。朝廷颇疑其玩寇失机，使者促战相踵。宋军察觉此事，便伪造与答失八都鲁的通和书，散布在各道路，使者果得之，并上奏。答失八都鲁觉知，一夜间就忧愤而死，当时是十二月庚子日。

## 后事
1358年，即龙凤四年，韩宋军占领汴梁。

## 家庭
子：孛罗帖木兒